# Roberto Porta
Roberto Porta (7. červen 1913, Montevideo, Uruguay – 2. leden 1984 , Buenos Aires, Argentina) byl uruguaysko-italský fotbalista. Hrával na pozici útočníka.
Fotbal začal hrát v klubu Nacional Montevideo, ale po jedné sezoně odešel do Independiente. Do Itálie přijel v sezóně 1933/34, která jej koupila i s jeho švagrem Facciem Ambrosiana Inter. Zde hrál dvě sezóny. Jeho největší úspěch v klubu bylo 2. místo v sezoně 1934/35. Po dvou sezonách opustil klub Nerazzuri a vrátil se zpět do Nacionalu kde získal celkem šest titulů.
Za Italskou reprezentaci odehrál jedno utkání a to 24. listopadu 1935 proti Maďarsku (2:2). I tak vyhrál MP 1933-1935. Po opuštění Itálie reprezentoval Uruguayskou reprezentaci na čtyřech mistrovství Jižní Ameriky. Získal dvě stříbra (1939, 1941) a jedno zlato (1942).
Později se stal trenérem. Zejména vedl Uruguayskou reprezentaci na MS 1974. Jenže skončil již v prvním kole a na konci šampionátu odstoupil.

## Hráčská statistika
| Sezóna           | Klub             | Liga             | Liga   | Liga | Ligové poháry | Ligové poháry | Ligové poháry | Kontinentální poháry | Kontinentální poháry | Kontinentální poháry | Celkem | Celkem |
| Sezóna           | Klub             | Soutěž           | Zápasy | Góly | Soutěž        | Zápasy        | Góly          | Soutěž               | Zápasy               | Góly                 | Zápasy | Góly   |
| ---------------- | ---------------- | ---------------- | ------ | ---- | ------------- | ------------- | ------------- | -------------------- | -------------------- | -------------------- | ------ | ------ |
| 1934/35          | Ambrosiana-Inter | Serie A          | 26     | 6    | -             | 0             | 0             | -                    | 0                    | 0                    | 28     | 0      |
| 1935/36          | Ambrosiana-Inter | Serie A          | 27     | 6    | IP            | 2             | 1             | Stř.P                | 2                    | 0                    | 31     | 7      |
| Celkově za Inter | Celkově za Inter | Celkově za Inter | 53     | 12   | -             | 2             | 1             | -                    | 2                    | 0                    | 57     | 13     |

## Hráčské úspěchy

### Klubové
- 6× vítěz uruguayské ligy (1939, 1940, 1941, 1942, 1943, 1946)

### Reprezentační
- 1x na MP (1933-1935 - zlato)
- 4x na CA (1939 – stříbro, 1941 – stříbro, 1942 – zlato, 1945)

### Trenérské
- 1x na MS (1974)